# I'm Back
I'm Back è un album solista di Herman Rarebell pubblicato nel 2007.

## Tracce
1. Take It As It Comes
2. Don't Lose Your Trust
3. Rough Job
4. Let Me Rock You
5. Your Love Is Hurting
6. Freak Show
7. Heya Heya
8. Backattack
9. Rock You Like A Hurricane
10. Wipe Out
11. Drum Dance
12. I'm Back
13. Your Love Is Hurting (Radio Version)